# Director d'orquestra

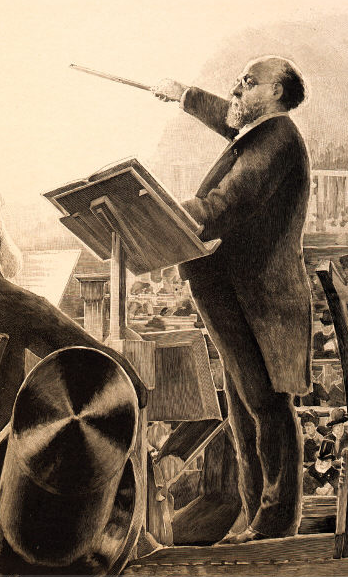
Charles Lamoureux

Director d'orquestra és el títol de qui s'encarrega, en un context orquestral, d'equilibrar i millorar els resultats sonors. Arturo Toscanini, àmpliament reconegut com un dels millors directors del seu temps, n'és un exemple. Els directors que actualment són reconeguts com els millors a nivell mundial són els mestres Simon Rattle, Valeri Guérguiev, Zubin Mehta i Gustavo Dudamel.
La gran majoria d'orquestres actuen amb director tot i que n'hi ha que en prescindeixen. Algunes tenen director titular i algunes només de convidats. De directors n'hi ha: que dirigeixen amb batuta i que ho fan sense, que mouen els canyells i que no, que defineixen les pulsacions i els compassos d'una manera inequívoca i n'hi ha que tracen moviments d'acord amb altres paràmetres, que van alhora amb l'orquestra i que van per davant.
Són deures del director d'orquestra escoltar i reaccionar per equilibrar el so que produeix la orquestra, així com portar el tempo, indicar l'entrada de cada instrument, marcar els accents dinàmics i agògics i dur a terme qualsevol altra instrucció rellevant deixada a la partitura pel compositor. També són deures del director d'orquestra coordinar els assaigs i unificar la idea musical.
Cal notar que si bé les funcions de cada director són les mateixes, la forma en les que la duen a terme és el que els o les distingeix. Normalment, cada partitura usa termes que es presten a diferents graus d'ambigüitat, i per això són subjectes a la interpretació del director.
S'ha dit per això que cap versió d'una peça no és exactament igual a cap altra, ni tan sols quan són fetes per un mateix director en dues ocasions diferents. Per exemple, Ígor Stravinski, qui va dirigir almenys sis enregistraments de la seva obra La consagració de la primavera, va notar que cada una d'elles era clarament diferent de les altres.
De vegades, si el compositor és present en els assaigs de la seva obra, pot canviar d'opinió sobre el que va escriure a la partitura i informar-ne al director. Aquest és normalment el que pot succeir en la preparació d'una estrena mundial de l'obra.